# Liste der Bodendenkmale in Langendorf (Elbe)
In der Liste der Bodendenkmale in Langendorf (Elbe) sind alle Bodendenkmale der niedersächsischen Gemeinde Langendorf (Elbe) aufgelistet. Die Quelle ist der Denkmalatlas Niedersachsen. Der Stand der Liste ist der 29. Juni 2024.

## Allgemein
In den Spalten finden sich folgende Informationen des Bodendenkmales :
- Lage        : geographische Koordinaten
- Bezeichnung : Bezeichnung lt. Denkmalatlas
- Beschreibung: Beschreibung lt. Denkmalatlas
- ID          : Objekt-ID
- Bild        : Bild, ggf. zusätzlich mit Link zu weiteren Fotos im Medienarchiv Wikimedia Commons.

## Laase
| Lage                        | Bezeichnung             | Beschreibung | ID                              | Bild |
| --------------------------- | ----------------------- | --- | ------------------------------- | ---- |
| 53° 4′ 33″ N, 11° 16′ 19″ O | Laase 2, Burg Pretzetze | Von der Burg Pretzetze ist ein fast quadratischer Rest des Plateaus einer Turmhügelburg erhalten, 42 × 39 m, ca. 2–3 m H. über der umgebenden Niederung an einem Elbarm direkt am Deich. Ein Teil der alten Burg wurde bei einer Deichverstärkung im 19. Jh. überdeckt. Nach N hin eine Anschüttung als nachträgliche Grundstückserweiterung. Auf Karten des 18. Jahrhunderts taucht der Name „Pretzetzer Damm“ auf. 1330 wird die Burg erstmals urkundlich als „hus de pritzeze“ erwähnt; 1376 während des Lüneburger Erbfolgekrieges zerstört und 1391 wieder aufgebaut. In der 2. Hälfte des 15. Jh. aufgegeben und ein Forstgehöft errichtet, das zum Schloss Dannenberg gehörte. Heute als Wohnhaus genutzt. | 28919894                        | BW   |
| 53° 4′ 33″ N, 11° 16′ 19″ O | Laase 25, Umwallung     | | 35832647/1/-/ 28919914 35832647 | BW   |